# Bara Bea
Bara Bea (med originaltiteln Bare Bea) är en norsk dramafilm från 2004.

## Handling
Bea är 16 år och har börjat på gymnasiet. Hon skriver i skoltidningen och drömmer om att bli författare. Dessutom faller Bea handlöst när skolans snyggaste kille, Daniel, börjar intressera sig för henne. Hennes kompisar har alla gjort sexdebut och råder henne att först göra "det" med någon hon inte är förälskad i eftersom första gången alltid blir ett misslyckande. Så hon hamnar i säng med den äldre Anders, kompis till Mias syster. När sexdebuten är avklarad och Bea har blivit ihop med Daniel inser hon att gräset är inte grönare på andra sidan och att Anders var en ganska sjysst kille trots allt. Daniel begriper inte varför Bea vill bli författare så Bea gör slut och blir ihop med Anders.

## Om filmen
Bara Bea är regisserad av Petter Næss. Svenske Johan Bogaeus har skrivit manus.

## Rollista (i urval)
- Kaia Foss - Bea
- Kamilla Gronli Hartvig - Mia
- Kim S. Falck-Jørgensen - Anders
- Espen Klouman Høiner - Daniel
- Maria Brinch - Anniken
- Ida Thurman-Moe - Sara